# ブーゲンビル (強襲揚陸艦)
ブーゲンビル（USS Bougainville,LHA-8）は、アメリカ海軍の強襲揚陸艦。アメリカ級強襲揚陸艦の3番艦。艦名はブーゲンビル島に因んで命名された。同名の艦としては2代目、先代はカサブランカ級航空母艦「ブーゲンビル」である。

## 主要変更点
「ブーゲンビル」はアメリカ級の3番艦であるが、その中でも初期建造型（フライト0）で問題となった舟艇運用能力の低さを改善した「フライト1」に属する艦であり、フライト0に属する1番艦「アメリカ」、2番艦「トリポリ」とは異なる点がいくつかある。

### 変更点
- 海兵隊が揚陸能力の弱体化を嫌ったため、フライト0では廃止されていたウェルドックが復活し、LCAC-1級エア・クッション型揚陸艇の運用能力を獲得した。一方でLCACの搭載数についてはワスプ級強襲揚陸艦が3隻搭載できたのに対し2隻に減じている他、車両格納スペースはフライト0よりも更に削減されている。
- フライト0ではアイランド前方に設置されていたMk.29 GMLSやMk.49 GMLS、レドームをアイランド上に全て移動して省スペース化するとともに、アイランド前方に大型スポンソンを追加し、駐機場や整備場とすることでデッキ操作を効率化している。
- 対空捜索レーダーをAN/SPY-6エンタープライズ航空監視レーダー（EASR）に変更されている。

## 艦歴
「ブーゲンビル」は2016年6月30日に発注され、2019年3月14日にハンティントン・インガルス・インダストリーズのインガルス造船所で起工、2023年9月30日に進水した。2024年にアメリカ海軍に引き渡される予定である。